# Universidade Estadual de Feira de Santana
A Feira de Santana állami egyetem (Universidade Estadual de Feira de Santana, UEFS) Bahiában (Brazília) található egyetem. 1990-ig a város egyetlen egyeteme volt. Napjainkban 27 posztgraduális képzés folyik.